# 奥羽鎮撫総督府
奥羽鎮撫総督府（おううちんぶそうとくふ）とは、鳥羽・伏見の戦いの後、慶応4年2月初旬に新政府が江戸をはじめ東国を鎮圧するための東征大総督府（親征大総督府）の下に、朝敵に指定した会津藩討伐と東北の鎮圧を目的に設置した機関。　

## 概要
鳥羽・伏見の戦いの後、新政府はその内外において基礎の確立と体制の整備を急ぎながら、一方で朝敵の処分と諸道諸地方における藩・人民の鎮撫を強行した。1月中に近畿及び西国地方の藩はおしなべて天皇-新政府への忠誠を誓った。「東征」を本格的に始める体制が発表されたのが慶応4年2月初旬で、東征大総督府（親征大総督府）の下に東海道・東山道・北陸道の各鎮撫使を先鋒兼鎮撫使総督府に改め、あらたに奥羽鎮撫使総督府が設置された。

## 経過

### 東征大総督府の権限
軍令、軍政に関するいっさいの権限はもちろんのこと、諸大名の進退、領地の処分から年貢半減の布告、窮民の救助など民政一般にかかわるものまで、広く総督府の裁量するところであった。　「東征」にかかわるほとんどあらゆることが総督府の手に握られていた。

### 東征大総督府の会津藩・庄内藩討伐方針
奥羽鎮撫総督設置後、総督に任じられた澤為量が東征大総督有栖川宮熾仁親王に会津、庄内から降参を申し出て助命を嘆願してきた場合の対応を尋ねたところ、「会津は死を以って謝する外これなく、庄内は城を開いて謹慎し、鳥羽伏見戦の責任者を処刑し封土を削減する程度でよろしかろう」という意味の回答があった。

### 西日本平定との違い
新政府は西日本の朝敵藩討伐命令と同じように、1月17日に当該地域の有力藩である仙台藩に対して会津藩討伐命令及び秋田藩・盛岡藩・米沢藩に対して、仙台藩への応援命令を発したが、2ヶ月たっても何の進展もなかった。　西日本方面では、同様の命令に対して、多くの有力藩が速やかに協力態勢を打ち出したため、被討伐藩が孤立化して抵抗できなかったが、東北では西日本で成功した地方平定方式が通用しなかった。　　

### 奥羽鎮撫総督府の構成
・当初発表（慶応4年2月上旬）
　
総督：澤為量
副総督：醍醐忠順
参謀：黒田了介・品川弥二郎　
　
・変更（慶応4年2月下旬）
総督：九条道孝（新規）
副総督：澤為量（総督から副総督に変更）
参謀：醍醐忠順（副総督から参謀に変更）
下参謀：大山格之助・世良修蔵（黒田了介・品川弥二郎から変更）

### 人事変更の背景と影響
・総督の変更
身分の高い九条を総督に据えて、新政府の奥羽鎮撫に対する意識を表した。 
・下参謀の変更
黒田・品川が辞任したため。　辞任に至った経緯は新政府内で会津討伐について穏健派と強硬派の対立があったことが背景と考えられる。
・人事変更の影響
黒田・品川の時は在京の奥羽諸藩藩士から話しを聞いていたが、大山・世良に変更後は明らかに態度が変わった。　結果として、この人事変更が後に東北を全面戦争に巻き込む要因の一つになった。

### 出陣（3月11日　大阪出航）
慶応4年3月11日、大阪より、総督・副総督・参謀とその付属兵は紀州船、下参謀両名及び長州兵約100名・薩摩兵約100名は芸州船、筑前兵約100名は筑前船、仙台兵約100名は仙台船に分乗し仙台に向け出航。

### 仙台到着後―会津藩・庄内藩討伐を命じる
3月18日に松島湾入り口の寒風沢に到着し、3月23日に仙台入り。　藩校養賢堂を本陣とする。　早速、総督府は仙台藩に強硬に会津藩討伐の出兵を催促し、仙台藩は3月27日に千余名の将兵を会津藩境に送り、4月11日には藩主伊達慶邦も五千余人を率いて出兵した。　
また、4月2日に出羽矢島藩に対して庄内藩討伐の嚮導を申し付け、4月6日に秋田藩に庄内藩征討を、津軽藩に秋田への応援を命じ、4月10日には庄内討伐のため、副総督澤為量の庄内表への出馬を公表した。

### 奥羽諸藩の対応―奥羽列藩会議「歎願書」提出
奥羽鎮撫総督府の到着後、仙台藩は会津藩境まで出兵したものの、本気で戦うつもりはなく、会津藩の謝罪歎願を奥羽鎮撫総督府に周旋するために、米沢藩とともに会津藩との交渉を優先していた。
再三に渡る交渉の末、閏4月11日に奥羽諸藩を召集した白石会議を開催し、4月12日に仙台藩主伊達慶邦・米沢藩主上杉斉憲が九条総督を訪ね、直々に歎願書三通「会津藩重臣連署」（西郷頼母・梶原平馬・一瀬要人）、「仙米両藩主連署」（仙台藩主伊達慶邦・米沢藩主上杉斉憲）、「奥羽諸藩重臣連署」（仙台藩士坂英力・米沢藩士千坂高雅ら１７名）を手渡した。

### 「歎願書」に対する奥羽鎮撫総督府の返答
九条総督は歎願書を受け取った際に理解を示したが、独断では判断できないから、一応預かっておくと言って、ひとまず受け取った。　だが、結果として、参謀世良修蔵の強硬な反対によることが明らかな「会津は天地に入るべからざる罪人だから許されない、早々に討ち入るべし」という内容の返答を4月17日に出して、総督府として歎願書を却下した。

### 「庄内藩討伐命令」・「歎願書」却下に対する奥羽諸藩の感情
突然の庄内藩討伐命令と歎願書却下により、薩長の私怨によって奥羽鎮撫総督府の大権が盗まれている、薩長こそが国賊であるという思いを奥羽諸藩は持つようになった。　

### 世良修蔵暗殺
世良は東北諸藩を相手に政府軍参謀の地位をひけらかし横暴で、歎願をあたまから無視し、非妥協的かつ性急に出兵を強要し 、戊辰戦争において「世良修蔵ほど憎まれた者はいないといってもよい」という人物だった。　
そこに、歎願書却下と世良の書いた大山参謀宛の手紙「奥羽皆敵と見て・・」の露見が引き金になり、仙台藩士らによって世良襲撃が実行された。4月20日午前2時頃、仙台藩士赤坂幸太夫、福島藩士遠藤条之助の二人が福島の金沢屋二階奥で酒に酔い、宿の飯盛女と同衾していた世良修蔵を捕え、午前6時頃、河原で首を刎ねた。　

### 奥羽列藩同盟の結成
仙台藩士らが世良を暗殺したことで、奥羽諸藩は奥羽鎮撫総督府を交渉相手とすることは出来なくなり、鎮撫総督府との決別が決定的となった。　
そこで、奥羽諸藩連名で朝廷―太政官に直接、建白書を提出することになり、5月3日に奥羽列藩同盟が成立した。建白書・盟約書の内容は同盟は決して鎮撫総督府と全面的に対立するものではなく、総督府内の薩長参謀およびその兵と対立し、その排除を望んでいるもので、同盟と総督府のつながりを示すことによって、同盟の合法性・正統性を主張するものであった。太政官への提出は宮島誠一郎に委ねられたが、なかなか提出機会が得られず、8月10日になってやっと土佐藩山内容堂経由で岩倉具視の目に触れるところとなったが、時機すでに遅かった。

### 奥羽鎮撫総督・副総督・参謀の動き
世良暗殺後、奥羽列藩同盟は奥羽鎮撫総督府内の九条総督・澤副総督・醍醐参謀と大山及び薩長兵を切り離して、九条以下の公卿を同盟軍側の支配下に置く計画をたてた。しかし、九条・澤・醍醐・大山いずれも同盟軍側の支配を逃れ、7月1日に秋田藩（同盟軍から離反）で合流し、そこを本拠地として同盟軍と戦うことになった。
その後、九条総督・澤副総督は11月１８日、東京に凱旋した。